# Isaac Cordal

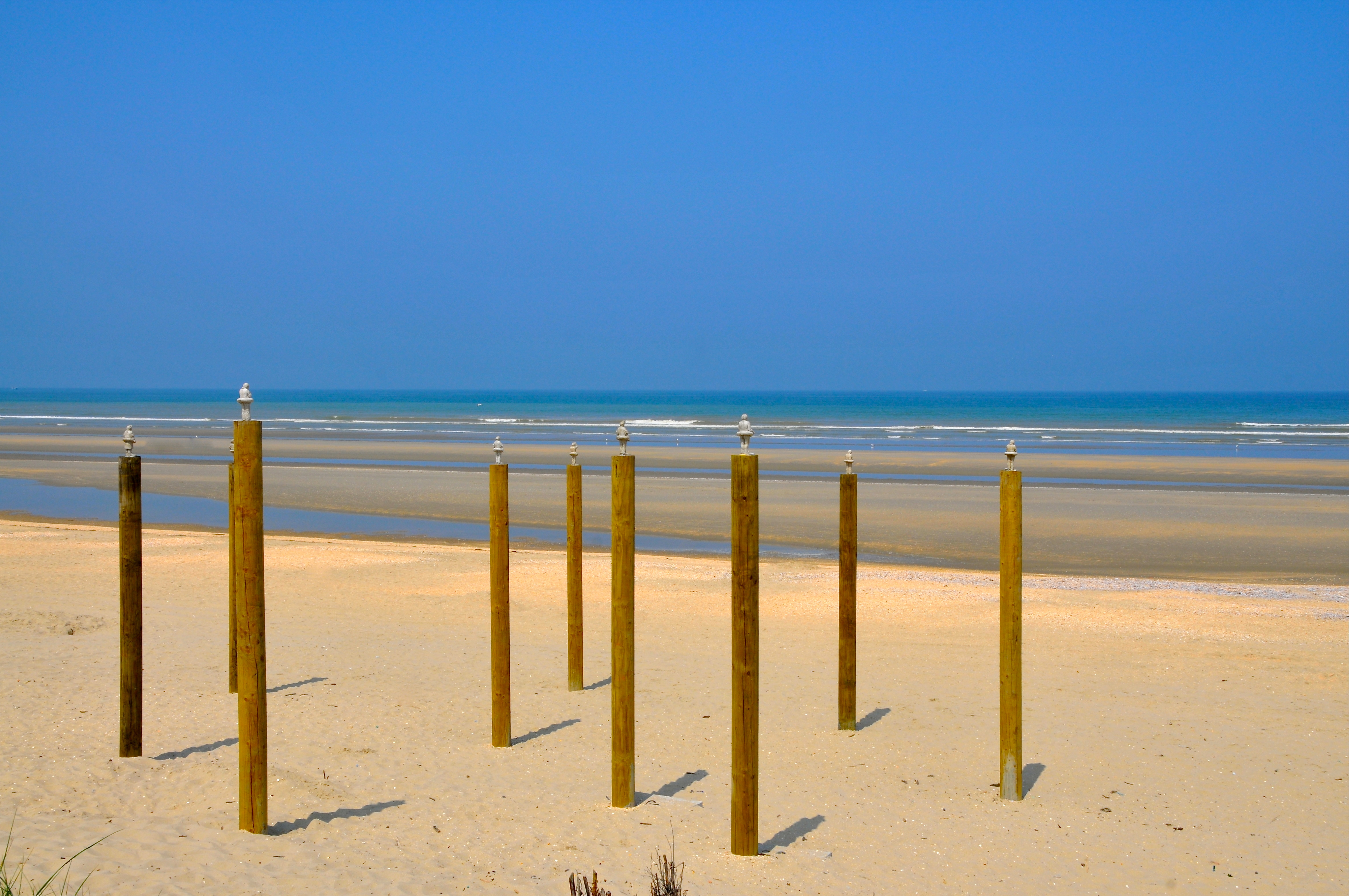
Waiting for climate change par Isaac Cordal.

Isaac Cordal (né en 1974) est un artiste espagnol originaire de Galice. Son travail comprend la sculpture et la photographie en milieu urbain. Il vit entre Bruxelles, Londres et Pontevedra.

## Jeunesse
Isaac Cordal est né en 1974 à Pontevedra en Galice. Il a étudié la sculpture à l’université des Beaux-Arts de sa ville natale, puis cinq années à l’école de Canteiros Pontevedra dans la spécialité de conservation des vieilles pierres. Il a aussi étudié au College of Arts de Camberwell à Londres.

## Carrière artistique
Issac Cordal s’est fait connaître avec son projet Cement Eclipses, qui consiste en une série de figurines humaines, de 15 cm environ, fabriquées en béton. Ces petites sculptures sont installées et photographiées dans différents endroits des villes : corniche, fissure, lignes électriques, fenêtre, tuyaux, trottoir…
Les sculptures d’Isaac Cordal mettent le plus souvent en scène un même stéréotype social : un homme d’âge moyen, personnage désabusé, habillé d’un costume-cravate gris et portant un attaché-case. Elles sont installées dans diverses situations absurdes de l'espace urbain, pour amener le spectateur à s’interroger sur le rôle et la place qu’il occupe dans la collectivité. Les thèmes traités par l'artiste sont le réchauffement climatique, la bureaucratie, le pouvoir, la société de consommation, l’aliénation par le travail et par le progrès, la solitude, l'isolement des temps modernes…
Les personnages d'Isaac Cordal se cachent dans de nombreuses villes du monde, comme Londres, Berlin, Paris, Laon, Nantes, Grenoble, Bruxelles, Ostende, Barcelone, Milan, Bogota…

## Cement Eclipses
Le Voyage à Nantes - Follow the leaders
Cette œuvre a été présentée en 2013 lors du Voyage à Nantes, un événement culturel estival de la Cité des Ducs. Sur la place du Bouffay, l'une des places centrales de Nantes, cette grande installation consiste en une ville miniature en ruine avec deux mille figurines, d’hommes en costume-cravate avec leurs attaché-cases. De-ci de-là, des policiers veillent. Isaac Cordal présente avec cette installation une métaphore de l'écroulement du capitalisme.
Waiting for climate change
Dans divers projets, Isaac Cordal s'intéresse aux sujets liés au changement climatique. Au cours de la triennale Beaufort, il a présenté une série de sculptures d'individus au sommet de poteaux portant des bouées de sauvetage et «attendant» le changement climatique. Une proposition ironique pour réfléchir à notre inefficacité face à la dégradation de la planète.
Lors du Voyage à Nantes, à l'été 2013, il présente une installation de sculptures flottantes dans les douves du château des ducs de Bretagne, avec des hommes d'affaires représentés grandeur nature, à la dérive, avec ou sans bouées.

## Statuettes à Louvain-la-Neuve

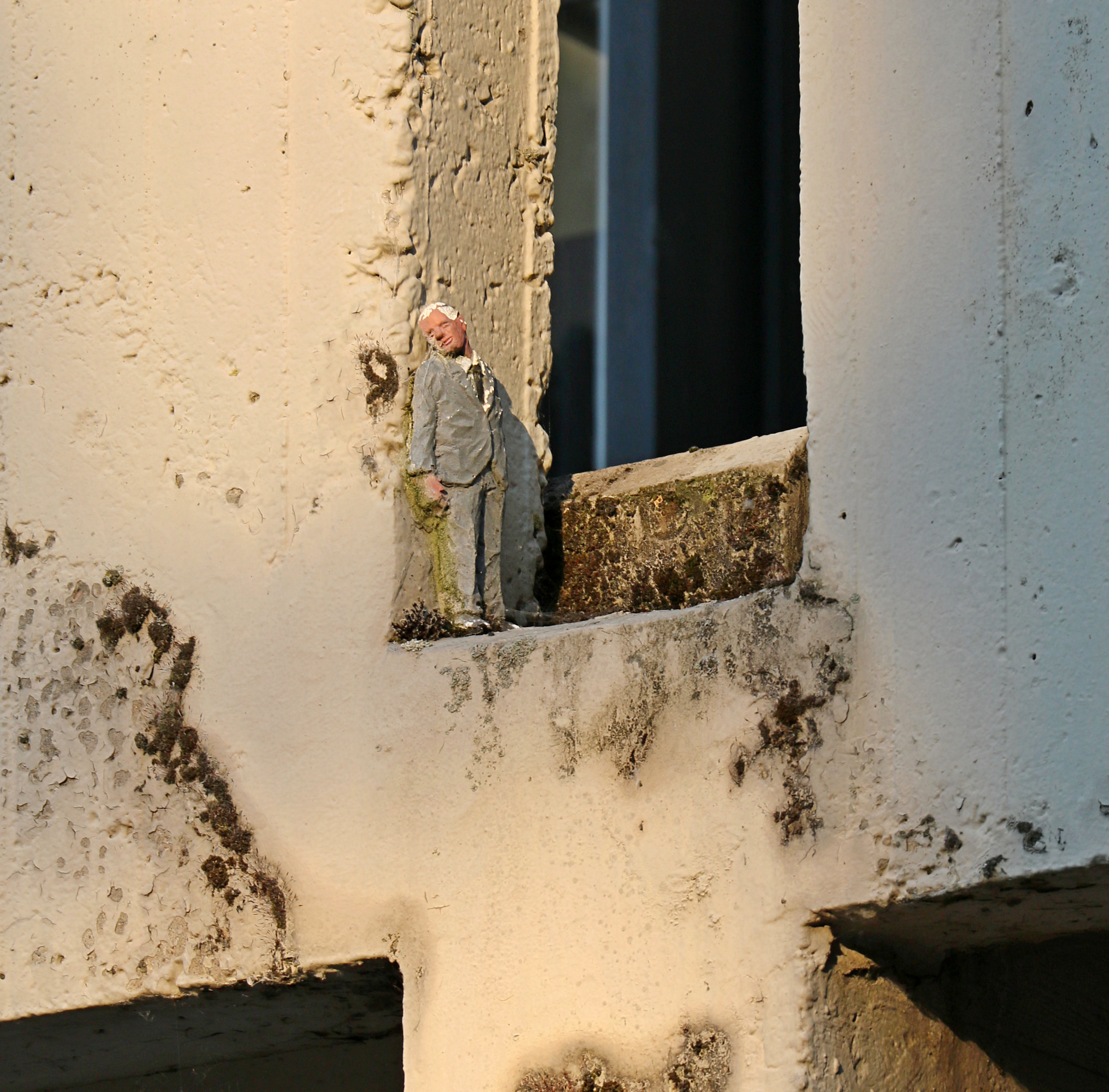
Collège Jacques Leclercq
Place Montesquieu.

Lors du festival de street art Kosmopolite Art Tour 2015 à Louvain-la-Neuve en Belgique, consacré principalement aux peintures murales, Isaac Cordal installe une vingtaine de petites statuettes en béton ou en résine polyuréthane à plus de 3 mètres de hauteur dans des endroits insolites. 
Il en installe, entre autres, une au balcon du Collège Jacques Leclercq à la place Montesquieu, une dans la rue Montesquieu sur le côté du cinéma de la Grand-Place, deux à la place Agora, une à l'angle de la Grand-Rue et de la place Rabelais, deux sur les façades de la Traverse d'Ésope, une au no 45 de la rue du Sablon, trois le long de la voie des Hennuyers près de la gare et une sur la façade des Halles universitaires. Mais ces statuettes disparaissent au fil des années.

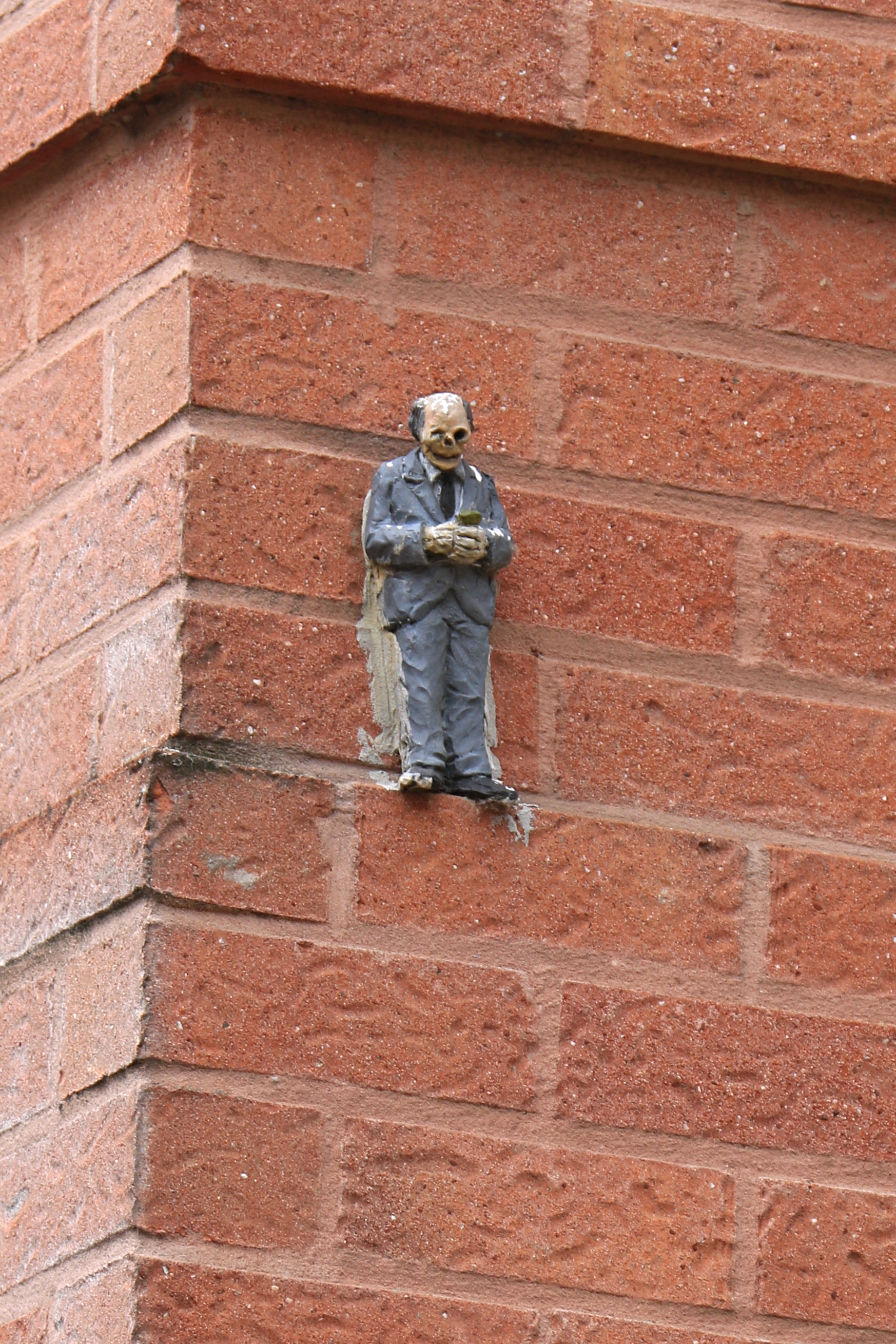
Cinéma.
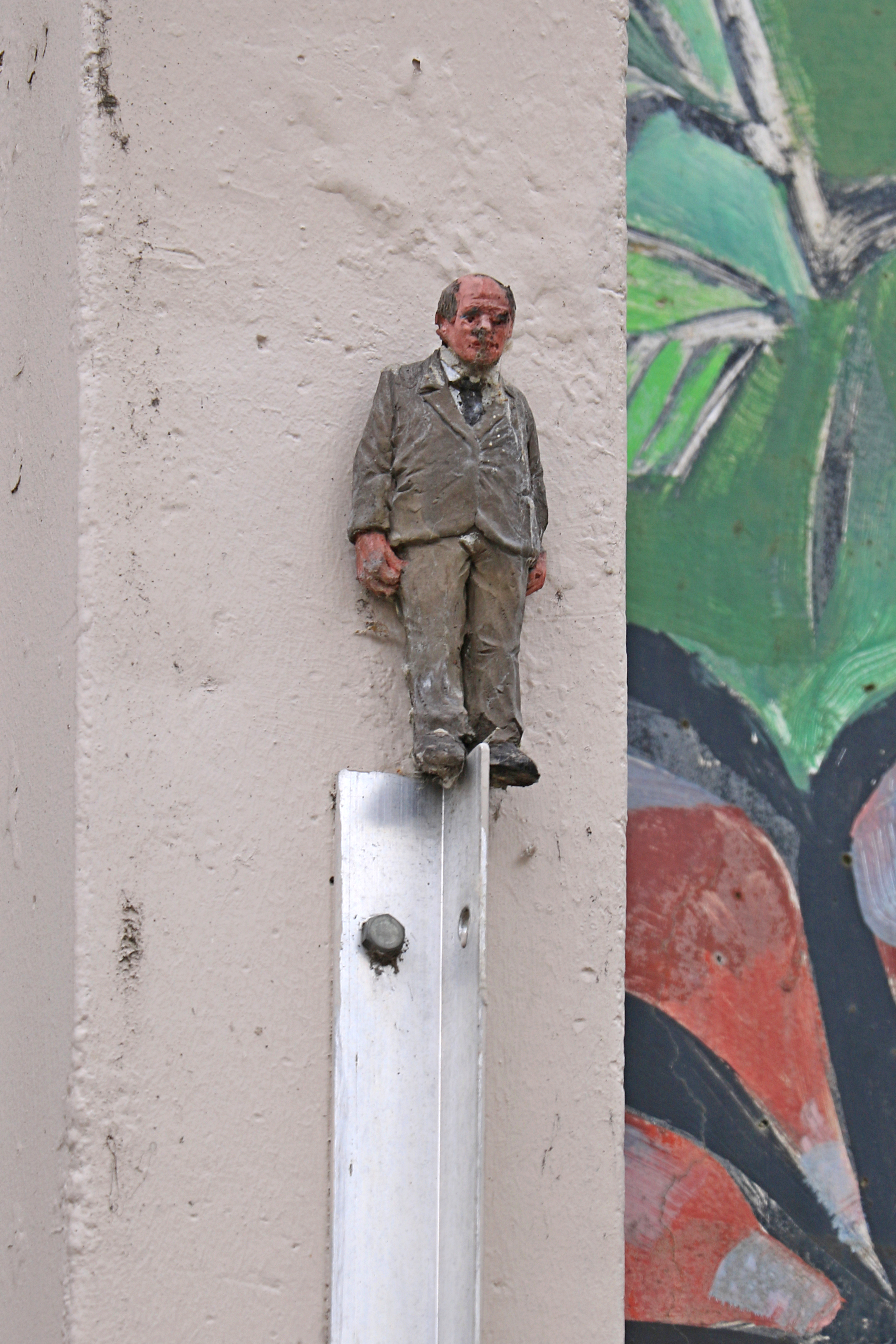
Agora.
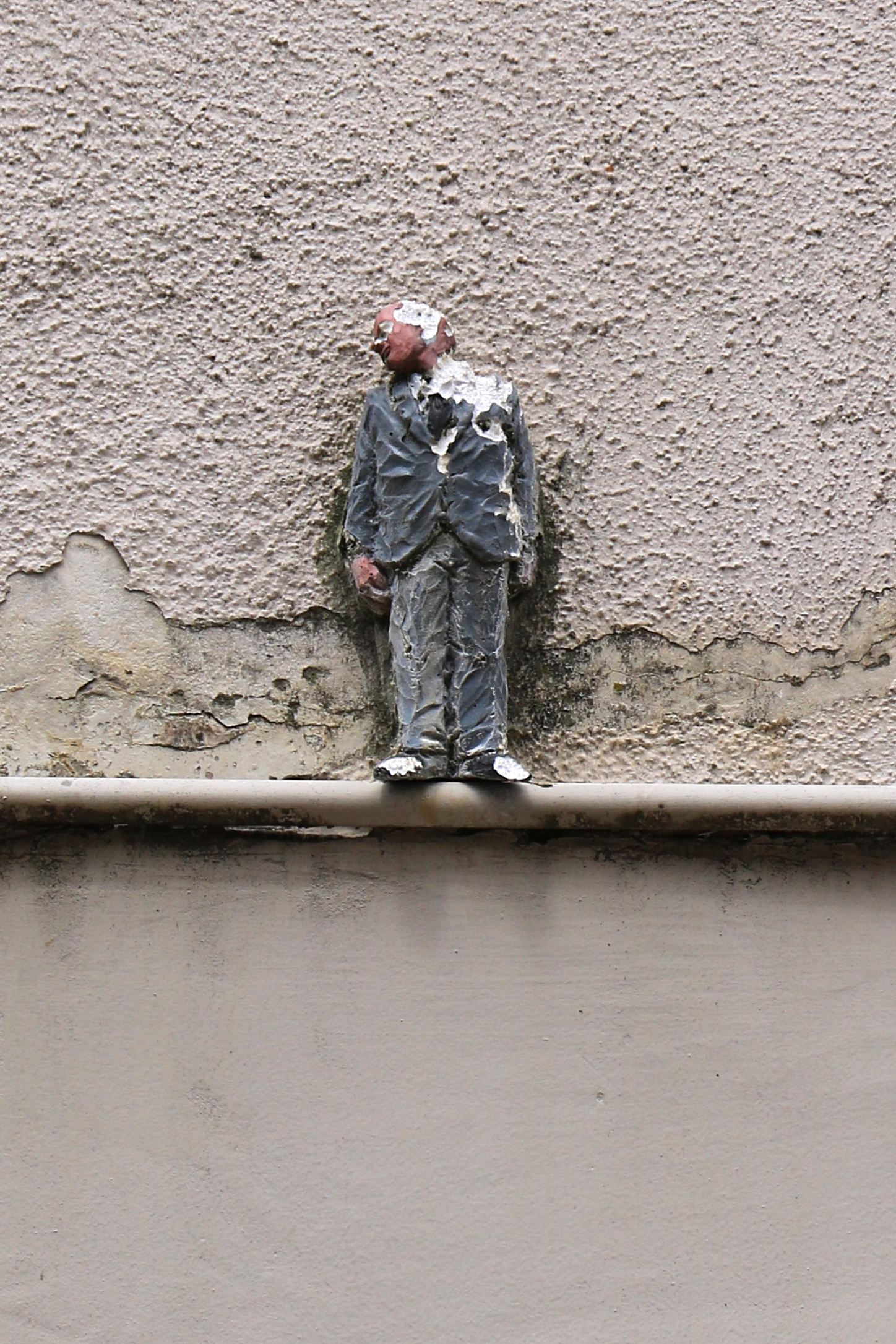
Agora.
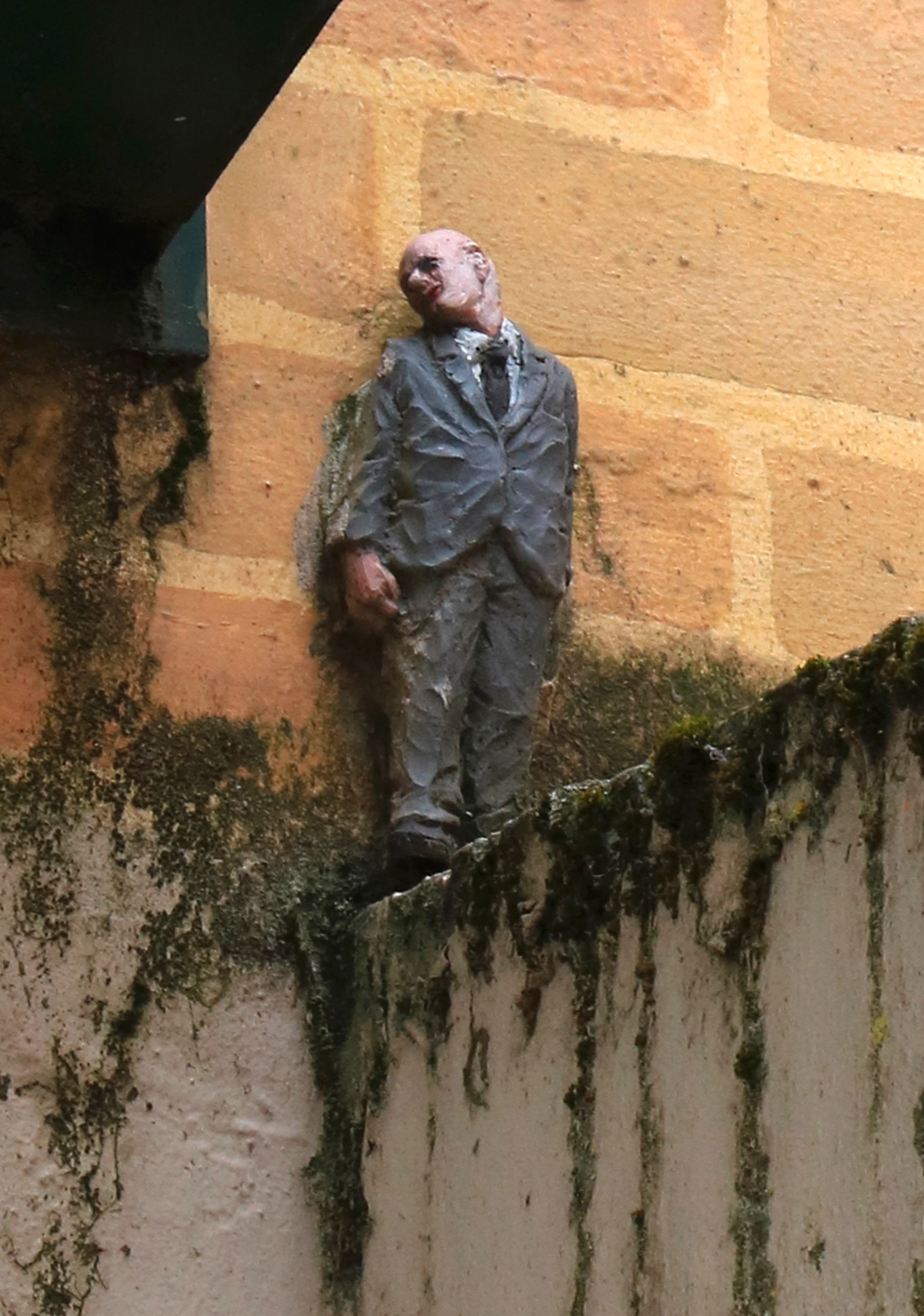
Grand-Rue.
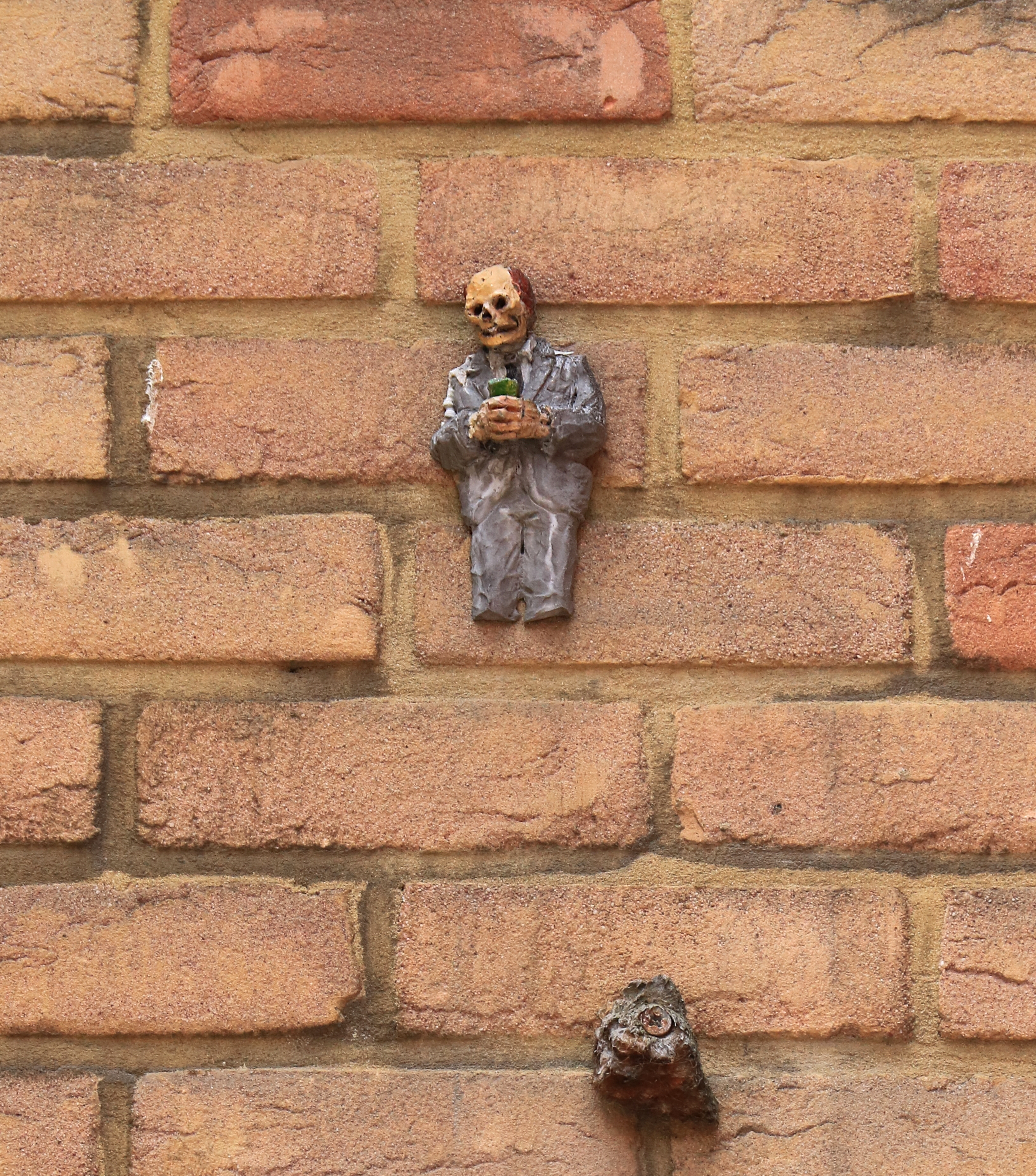
Rue du Sablon.
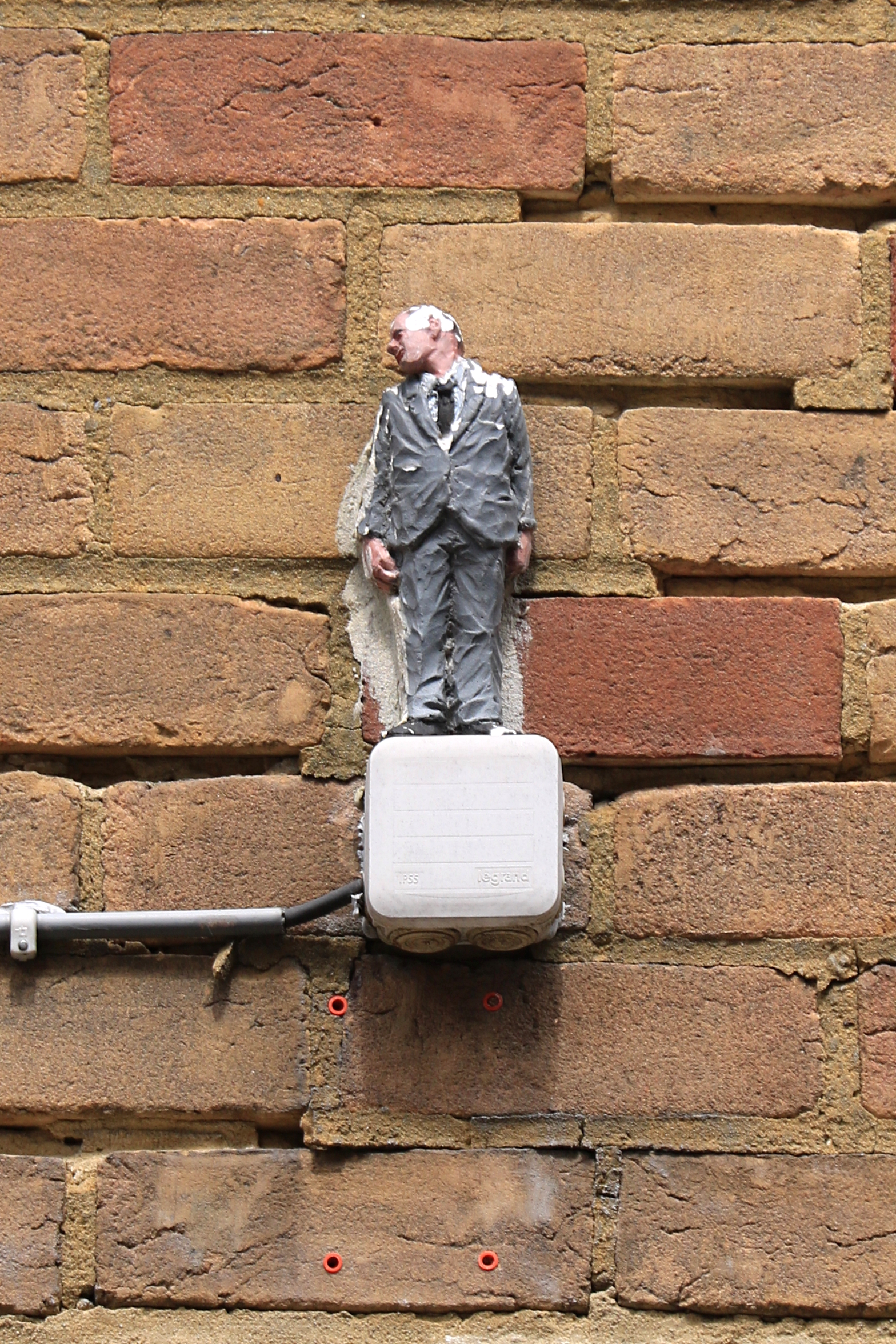
Traverse d'Ésope.
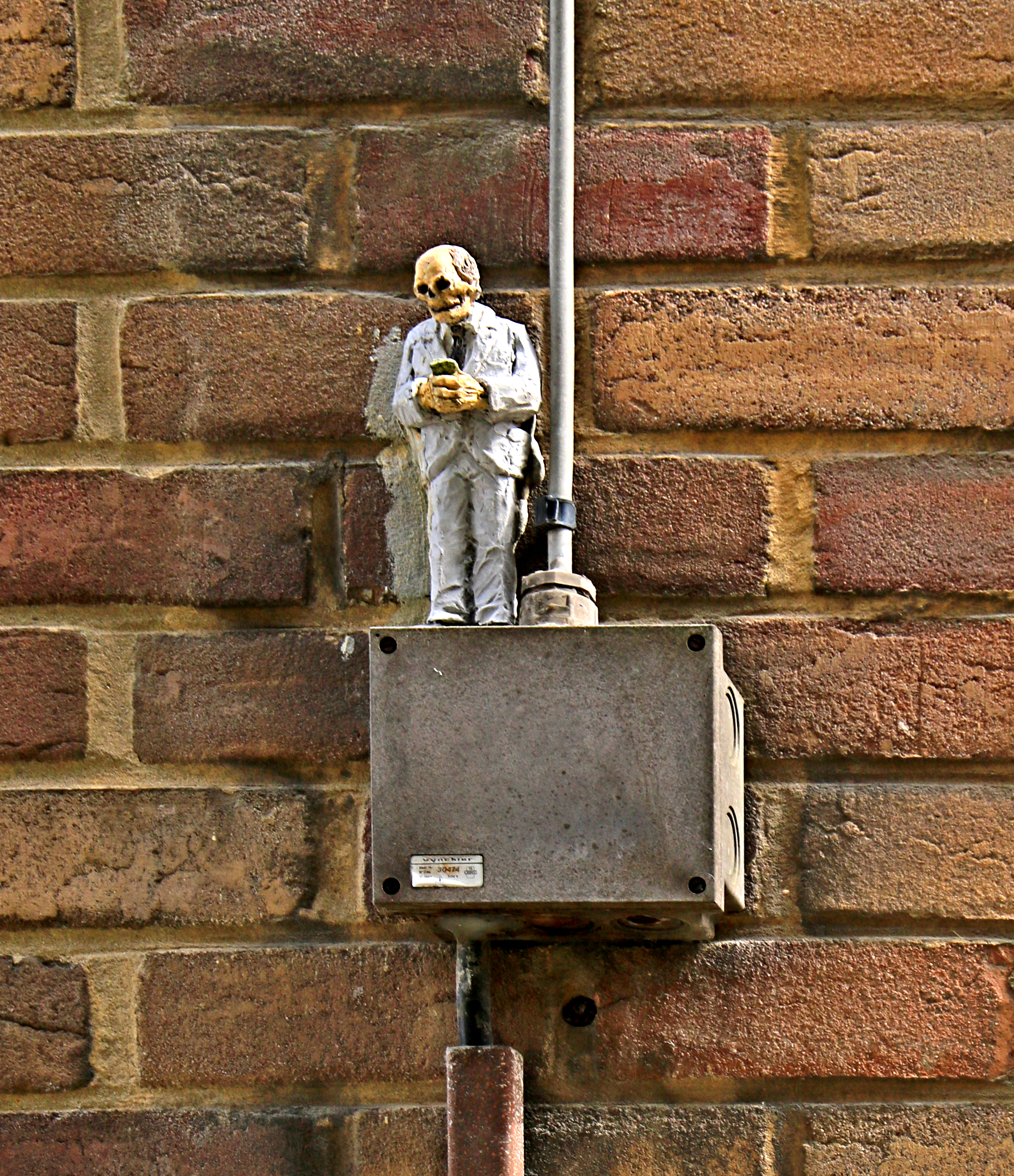
Voie des Hennuyers.
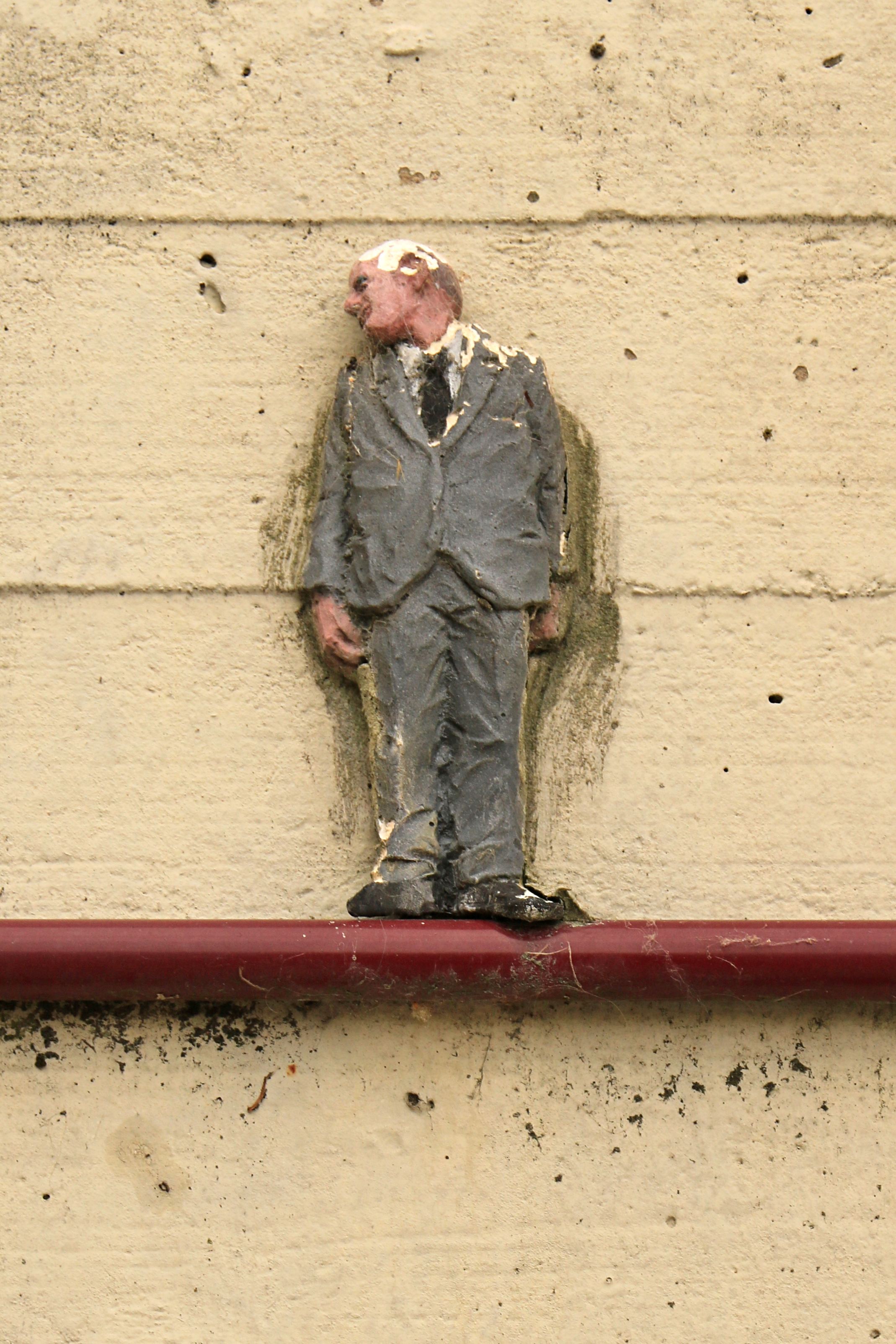
Voie des Hennuyers.
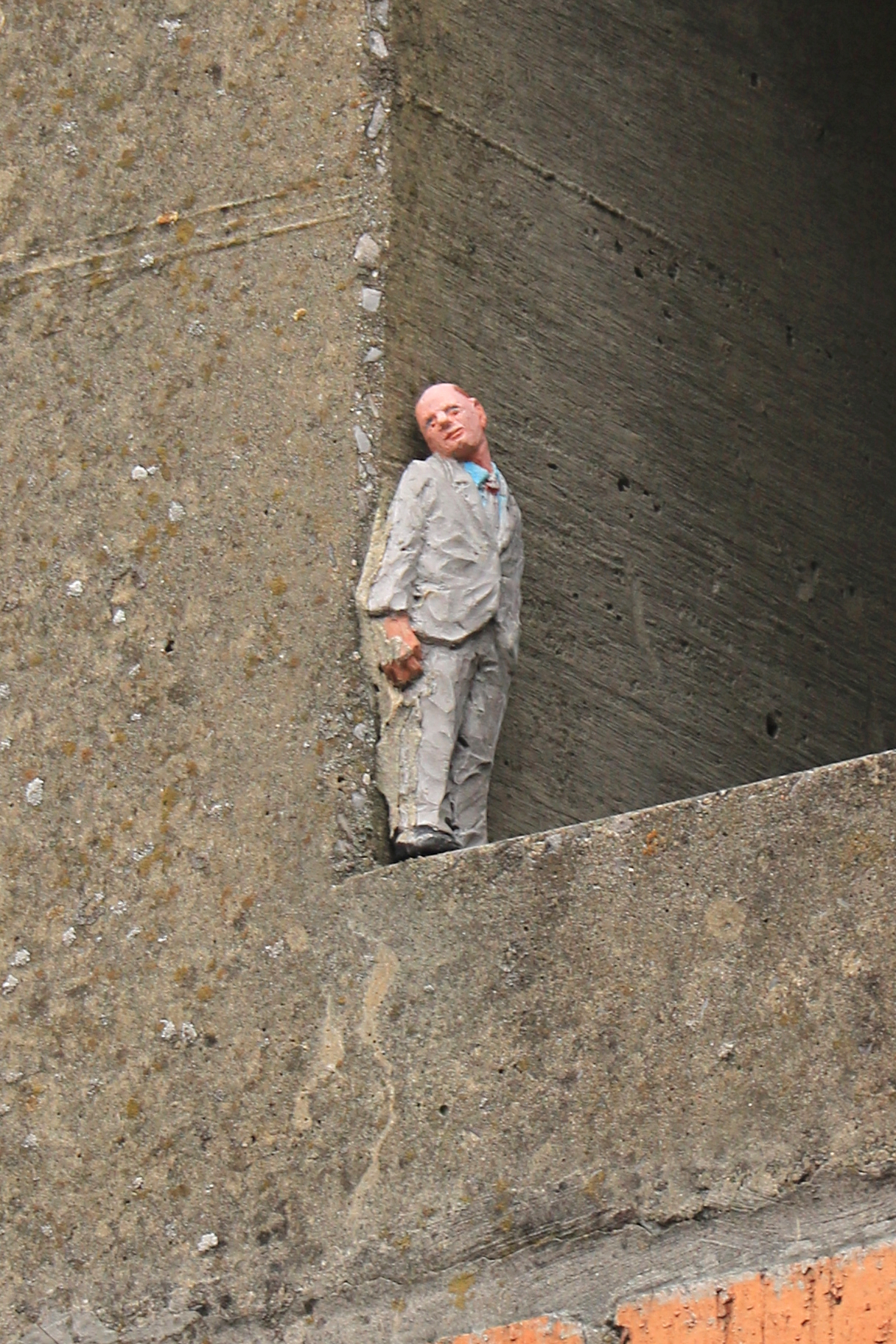
Voie des Hennuyers.